# Trasfigurazione (Carillon del Dolore)
Trasfigurazione è un EP dei Carillon del Dolore pubblicato dalla Sequence Records nel 1981. L'album fu poi ristampato dalla Contempo Records assieme alla Tempio Tabu' Records nel 1984.

## Tracce
Lato A
1. Lontano
2. Dolore
3. Escono il coro e gli attori

Lato B
1. Crimine di passione
2. La fiaba